# 伽陀
伽陀（かだ）は、サンスクリット語「gāthā (गाथा)」の音写で、「偈」（げ）「偈頌」（げじゅ）「諷誦」（ふじゅ）などと訳される。原意は「歌」で、サンスクリット語のシラブル（音節）の数や長短などを要素とする韻文のことを指す。
これにいくつかの種類があり、仏典に多く用いられるのは下のようなものである（詳しくはインド古典詩の韻律を参照）。
1. シュローカ(śloka) 8音節4句（16音節2行）より成る
2. トリシュトゥブ(triṣṭubh) 11音節4句（22-24音節2行）より成る
3. アーリヤー(āryā) 音節を制限しないで8句2行より成る。各句は4モーラからなるが、行の最後の1句と、2行めの第6句は1音節である。

仏典の記述上の形式からすれば、前に散文の教説を説き終わって直ちに韻文で記された教説を「ガーター」（諷頌）といい、散文の教説が説かれて次に重ねてその内容を韻文で説くものを「ゲーヤ」（geya、祇夜、応頌(おうじゅ)）という。区分は十二部経に詳しい。
- 天台声明で、儀式の最初に節をつけて唱え、首座・導師の着座を知らせる偈のこと。一句を独吟する調声を、「伽陀の役」と別に呼ぶことがある。